# Hieracium acromadarum
Hieracium acromadarum es una especie de planta con flor del género Hieracium, de la familia Asteraceae, orden Asterales.

## Distribución
Hieracium acromadarum se distribuye por Suecia.

## Taxonomía
Fue descrita científicamente por Samuelsson. Fue publicada en Bot. Not. 1920: 65 (1920).